# Monasterio de Leça do Balio

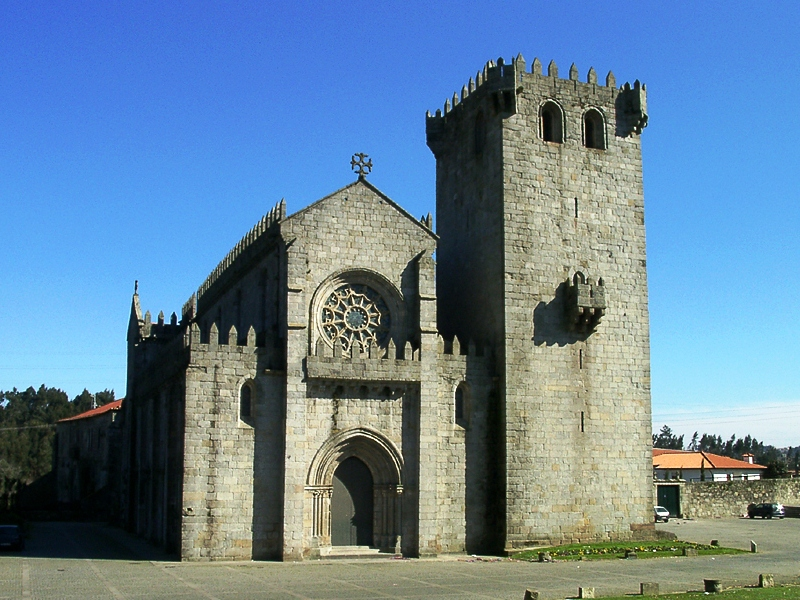
Monasterio de Leça do Balio con una alta torre adosada a la iglesia que dota al conjunto de un aspecto de fortaleza.

El Monasterio de Leça do Balio, se encuentra situado en Leça do Balio en el concejo de Matosinhos, Distrito de Oporto (Portugal).
Datado de la segunda mitad del siglo XIV (1371), el templo fue construido por la iniciativa de fray Estêvão Vasques Pimentel. En el lugar donde fue construida la iglesia, gótica, existió alrededor del año 900, un convento de invocación del Salvador. No se sabe la fecha de su destrucción. Tal vez ocurriera durante la invasión de Almanzor, a principios del siglo XI. Es un excelente ejemplar de la arquitectura de transición entre el románico y el gótico.
En sus inicios fue utilizado por la Orden de San Juan de Jerusalén, llegando a ser una de las sedes de la orden en Portugal.
- Datos: Q9034352
- Multimedia: Mosteiro de Leça do Balio / Q9034352